# Allan Maher
Allan Maher (21 luglio 1950) è un ex calciatore australiano, di ruolo portiere.

## Carriera

### Club
Ha giocato nella prima divisione australiana.

### Nazionale
Ha partecipato ai Mondiali del 1974.

## Palmarès

### Club

#### Competizioni nazionali
- NSL: 1

Marconi Stallions: 1979